# Kyle Visser
Kyle Lee Visser (Grand Rapids, 19 ottobre 1985) è un ex cestista statunitense, professionista in Europa.